# Campeonato Aberto de Xadrez dos Estados Unidos
O Campeonato Aberto de Xadrez dos Estados Unidos é um campeonato aberto de xadrez americano organizado desde 1900.
Nos primeiros anos do campeonato, o número de entradas era pequena, e organizado em um sistema de round robin. O campeonato adotou o sistema suíço em 1947, devido ao aumento no número de jogadores. Em 1965, os campeonatos consistiam de 12 ou 13 partidas, durando cerca de duas semanas. O campeonato de 2006 consistiu de 9 partidas em 9 dias.
O número de participantes aumentou ao longo da década de 1950 e de 1960. Milwaukee 1953 possuía 181 jogadores, Cleveland 1957 184 jogadores, e San Francisco 1961 teve 198 entradas. O Aberto de 1963 em Chicago treve 266 entradas. Em 2005 e 2006, mais de 500 entradas foram registradas.
Em 1962, a taxa de entrada era de 20 US$, com um prêmio de primeiro lugar de 1 000 US$, 500 US$ para o segundo lugar, 300 US$, 200 US$ e 100 US$ para o terceiro, quarto e quinto lugares, respectivamente. Em 2006, os fundos a serem distribuídos como prêmios totalizavam 40 mil US$, com o primeiro lugar recebendo 6 mil US$.